# لینئا آئرئا کونکانا
لینئا آئرئا کونکانا (به انگلیسی: Línea Aérea Cuencana) یک شرکت هواپیمایی با کد یاتا L5 است که در ۲۰۱۲ میلادی تأسیس شده است. دفتر مرکزی لینئا آئرئا کونکانا در کوانکا، اکوادور واقع شده است و قطب این شرکت هواپیمایی در فرودگاه بین‌المللی کاتوپکسی قرار دارد و به ۳ مقصد، پرواز انجام می‌دهد.